# Батрак

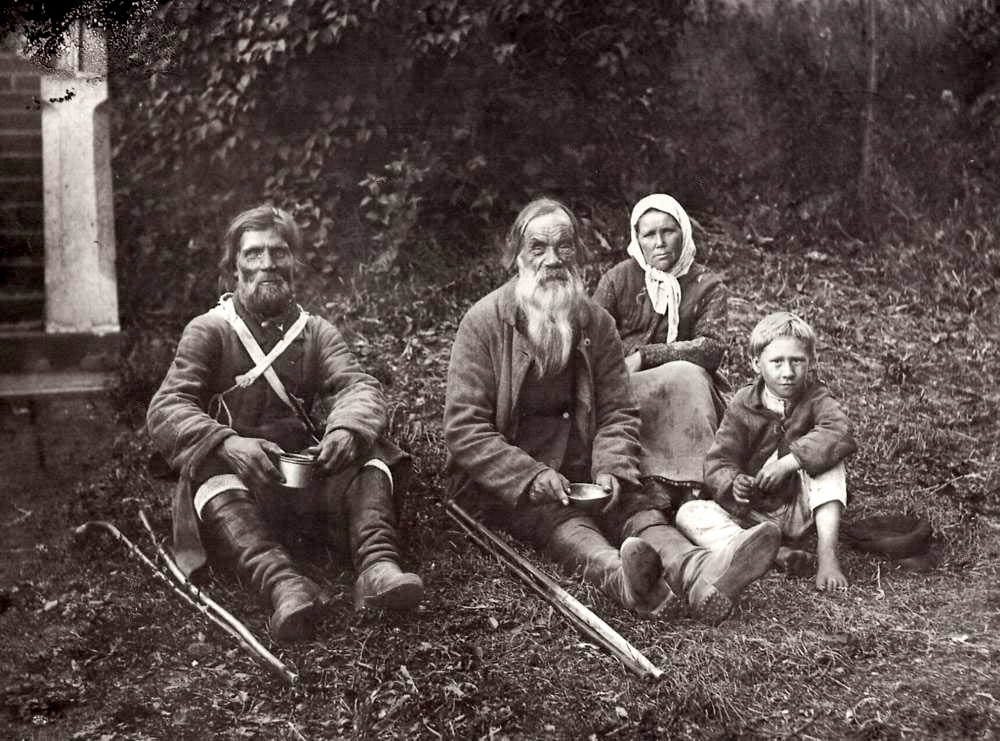
Батраки. Снимок конца XIX — начала XX века

Батра́к муж.,  батрачка жен. — наёмный работник в сельском хозяйстве дореволюционной и Советской России, часто сезонный, из обедневших, имевших небольшой земельный надел или совершенно лишённых земли крестьян.
Для батраков, как правило, был характерен нищенский уровень жизни.

## Происхождение понятия
В русском языке слово «батракъ» фиксируется с XVI века (1577, 1585—1589), в словарях — с 1780 года.
По одной из версий, это слово восходит к вост.-слав. *братракъ «собрат по работе, товарищ по горькой участи», в свою очередь производного от вост.-слав. упрощенной фор-мы *батръ («брат») с суф. «-акъ», по другой — является производной от диалектного (в частности, в олонецких говорах) «ба́тырь» — «подрядчик в артелях крючников», либо производной от тюркского батырь (батыр — «смелый, отважный, герой»).
Существует ряд версий, объясняющих слово «батрак» прямым заимствованием из тюркских языков, однако М. Фасмер и П. Черных отмечают, что по крайней мере в некоторых тюркских языках это слово в значении «неимущий наемный работник» само является заимствованием из русского языка.
По одной из версий о тюркском происхождении, слово происходит от татарского «холостой» — так примерно с XVII века на территории Русского царства назывались холостые крестьяне, не имевшие своего собственного хозяйства и работавшие постоянно у других крестьян за плату или только за содержание. Их называли также бобылями, кутниками и тептерями.
По другой, это слово восходит к тюркскому слову «бадрак», которым называли в XV-XVI веках крепких, коренастых воинов из старой гвардии крымских ханов, происходивших из растворившегося в местном населении одного из половецких племён (VII-VIII века) и которые, как правило, не имели своих родовых земельных наделов. При образовании Крымского ханства бадраки играли роль привилегированного воинского сословия.
В XIX веке многие бадраки вынуждены были отправляться на заработки на Украину и наниматься на работу в хозяйства, занимавшиеся выращиванием пшеницы на обширных степных территориях. Со временем слово «бадрак» или «батрак», обозначавшее наёмного работника для полевых работ, вытеснило украинское «наймит» и русское «работник» по причине того, что масштабы сельхозпроизводства и, соответственно, использование наёмного труда пришлого населения на этих южных территориях были не в пример выше, чем на русских и украинских землях.
В новгородском говоре для обозначения наёмного работника в деревне использовались лексемы «казак» и «казачиха», в южных областях — «наймит» и «наймитка».
В СССР, в годы коллективизации, проводившейся в конце 1920-х — начале 1930-х гг., как составного плана построения социализма, батраки, использовались для вовлечения сельской бедноты и середняков в колхозы во время проведения кампаний по массовому созданию коллективных хозяйств.